# Kia Sorento
El Kia Sorento es un automóvil todoterreno de lujo del segmento D producido por el fabricante surcoreano Kia Motors desde mediados del año 2002. Es un cinco plazas con carrocería de cinco puertas, cuyos principales competidores son los Chevrolet Captiva, Dodge Journey, Ford Edge, Mazda CX-9, Hyundai Santa Fe, Jeep Grand Cherokee.

## Primera generación (BL, 2001-2009)
El Sorento de primera generación tiene motor delantero longitudinal, chasis de largueros y tracción trasera o a las cuatro ruedas. Existen cuatro motores de gasolina distintos, un DOHC V6 de 3.3 litros y 238 CV 24 válvulas MPFI, un DOHC V6 de 3.5 litros y 194 CV 24 válvulas MPFI y un DOHC V6 de 3.8 litros y 262 CV 24 válvulas MPFI y un DOHC 4 cilindros 2.4 litros 16V de 140cv, entregando mejor respuesta a requerimientos de conducción, mayor rendimiento y menor consumo.
El diésel es un 4 cilindros en línea de 2.5 litros DOHC 16 válvulas CRDI, inyección directa common-rail e intercooler, disponible con turbocompresor de geometría fija y 140 CV de potencia máxima hasta el año 2007, y con turbocompresor de geometría variable (VGT)y 168 CV a 3800 rpm partir del 2007 hasta el 2009. Las mejoras en el motor diésel VGT se traducen en mayor rendimiento, potencia y menor consumo de combustible.
La caja automática es una secuencial de 5 velocidades.

## Segunda generación (XM, 2009-2013)
La segunda generación del Sorento se puso a la venta en abril de 2009, luego de haber sido exhibida en los salones de Seúl y Nueva York. Tiene motor delantero transversal y el mismo chasis monocasco del Hyundai Santa Fe II y el Hyundai Veracruz. Se fabrica en Corea del Sur y Estados Unidos.
Está disponible con tracción delantera y a las cuatro ruedas y con caja de cambios manual o automática de cinco o seis marchas. La gama de motores se compone de un gasolina de cuatro cilindros en línea y 2.4 litros, un gasolina de 3.5 litros y un diésel de cuatro cilindros en línea, 2.2 litros de cilindrada y 197 CV.

## Tercera generación (UM, 2014-2020)
La tercera generación del Sorento se presentó en 2014 en el Salón del Automóvil de París. 
Iniciando ventas en 2015. Es uno de los
n en estrenar el nuevo lenguaje de diseño de la marca, diseñada por Peter Schreyer, exdiseñador de Audi, y actual jefe de diseño de KIA.
En Norteamérica, el Sorento está equipado con un motor gasolina atmosférico de 6 cilindros con 290 hp; un motor turbo con 240 hp; y un cuatro cilindros de 185 hp y 178 lb-ft de torque; siendo el V6 y el turbo para las versiones más equipadas.

### Motorizaciones (2015-2020)
| Desplazamiento | Cilindrada | Potencia          | Torque                     | Aspiración         | Mercados                                                                               |
| -------------- | ---------- | ----------------- | -------------------------- | ------------------ | -------------------------------------------------------------------------------------- |
| 2.4L Gasolina  | 4 cil.     | 185 hp @ 6000 rpm | 178 lb-pie @ 4000 rpm      | Atmosférico        | Norteamérica en versiones básicas, Sudamérica, Centroamérica, Nueva Zelanda, Australia |
| 3.3L Gasolina  | 6 cil      | 290 hp @ 6400 rpm | 252 lb-pie @ 5300 rpm      | Atmosférico        | Norteamérica a partir de EX, Sudamérica, Nueva Zelanda, Australia                      |
| 2.0L Gasolina  | 4 cil      | 240 hp @ 6000 rpm | 260 lb-pie @ 1450 rpm      | Turbocargado       | EE. UU., Canadá                                                                        |
| 2.2L diésel    | 4 cil      | 200 hp @ 3800 rpm | 331 lb-pie @ 1750-2750 rpm | Turbocargado (VGT) | Europa, Centroamérica                                                                  |

## Cuarta generación (MQ4, 2020-presente)
El Kia Sorento IV se reveló el 17 de febrero de 2020 en Corea del Sur y debía hacer su primera exhibición pública en el Salón Internacional del Automóvil de Ginebra de 2020, pero fue cancelado debido a la epidemia del coronavirus COVID-19.
El modelo ofrece 5 motorizaciones a gasolina, más opción híbrida: un motor 2.5L 4 cilindros atmosférico con 181 CV, acoplado a una caja automática de 6 velocidades, un motor 2.5L turbocargado, con 281 CV, acoplado a una caja automática de 8 velocidades, un motor 3.5L V6, un motor 2.2L turbodiésel con 202 CV acoplado a una caja automática de 6 velocidades, y un motor 1.6 híbrido con turbo con 227 CV, todas con opciones con tracción delantera o tracción a las 4 ruedas.
En julio de 2023, Kia dio a conocer detalles sobre un facelift de media vida para la generación vigente, ahora el modelo trae un nuevo frente con nuevas luces, una nueva parrilla, basándose en el nuevo Kia EV9, también la parte de atrás recibe un nuevo diseño en las luces y en la parte posterior, el interior es nuevo para esta actualización, añadiendo una pantalla para el clúster de instrumentos y otra para la de infotenimiento con nueva interfaz, ambas de 10,2 pulgadas. En cuanto a motorizaciones, no ha habido cambios notorios, manteniéndose las mismas con las que se ofrecen globalmente.